# مارس اکسپرس
مارس اکسپرس (به انگلیسی: Mars Express)، یک مأموریت اکتشاف فضا است که توسط آژانس فضایی اروپا (ESA) انجام شده‌است. مأموریت مریخ اکسپرس کاوش سیارهٔ مریخ، و نخستین تلاش مأموریت سیاره‌ای این آژانس است. واژهٔ «اکسپرس» در اصل اشاره به کارایی و سرعتی است که این فضاپیما طراحی و ساخته شده‌است. با این حال «اکسپرس» بیان‌گر سفر نسبتاً کوتاه بین سیاره‌ای فضاپیما نیز هست، نتیجه‌ای که زمان راه‌اندازی شدن را؛ که در آن مدارهای زمین و مریخ آنها را به نزدیک‌ترین فاصله از یک‌دیگر در طی ۶۰٬۰۰۰ سال گذشته قرار داده بوده، توصیف می‌کند.
مارس اکسپرس شامل دو بخش است، یکی بخش مارس‌اکسپرس مدارگرد و دیگری بیگل ۲؛ کاوشگری که برای انجام پژوهش‌های دگرزیست‌شناسی و ژئوشیمی طراحی شده‌بود. اگر چه کاوشگر در قرارگیری و تکمیل برنامهٔ پس از فرود خود بر سطح مریخ موفق نبود، مدارگرد با موفقیت به انجام اندازه‌گیری‌های علمی از اوایل سال ۲۰۰۴ ادامه می‌دهد، که در بر گیرنده ی: تصویربرداری با وضوح بالا و نقشه‌برداری‌های کانی‌شناسی از سطح مریخ، صدا-رادار گرافی ساختار زیر سطحی تا عمق پرمافروست، تعیین دقیق ترکیب و گردش جوّی، و بررسی چگونگی تعامل جو با محیط میان‌سیاره‌ای.
با توجه به بازده‌های ارزشمند علمی و انعطاف پذیریِ بسیارِ مقطعیِ مأموریت، برنامهٔ کار مارس اکسپرس تاکنون شش بار تمدید شده، که آخرین تمدید تا پایان سال ۲۰۲۰ بوده‌است. استفاده مجدد از
برخی از ابزارهای مدارگرد، از جمله سیستم‌های دوربین و برخی از طیف‌سنج‌ها، از روی طرحی که برای راه‌اندازی پروژهٔ ناموفق مریخ ۹۶ روسیه در سال ۱۹۹۶ (که کشورهای اروپایی بیشتر ابزارهای دقیق و تامین‌های مالی ارائه کرده بودند) ساخته شد. طراحی مارس اکسپرس طرحی از مأموریت روزتای ایسا، که مبلغ قابل توجهی صرف توسعهٔ آن شده‌بود است. همان طراحی برای مأموریت ونوس اکسپرس به منظور افزایش قابلیت اطمینان و کاهش هزینه و زمان استفاده شد. به این ترتیب کل هزینهٔ این پروژه حدود ۳۴۵ $ میلیون بود، در مقایسه کمتر از نیمی از مأموریت مشابه در ایالات متحده.
در ۱۹ اکتبر ۲۰۱۴، آژانس فضایی اروپا از سالم ماندن مارس اکسپرس پس از گذر دنباله‌دار سیدینگ اسپرینگ از کنار آن و همچنین، همه مدارگردهای ناسا در اطراف مریخ و مدارگرد آی‌اس‌آراّو و مأموریت مدارگرد مریخ خبر داد.
پس از رسیدن به مریخ در سال ۲۰۰۳، بیش از ۱۳ سال پیش، (و هنوز)، آن را در مقام دومین طولانی‌ترین فضاپیمای فعال در مدار اطراف یک سیاره غیر از زمین، در پشت سر تنها مدارکرد هنوز هم فعال مارس آدیسی ۲۰۰۱ ناسا قرار می‌دهد.

## بازبینی برنامه
مأموریت مارس اکسپرس به مطالعهٔ مداری (و در خود محلِ) داخلی، زیر سطحی، سطح و اتمسفر، و محیط زیست سیارهٔ مریخ اختصاص یافته‌است. اهداف دانشی مأموریت مارس اکسپرس نشان می‌دهد که این پروژه تلاشی برای تحقق بخشیِ بخشی از اهداف علمی از دست رفتهٔ ماموریتِ روسیِ مریخ ۹۶ است، که توسط پژوهش‌های دگرزیست‌شناسیِ بیگل ۲ تکمیل می‌شده. اکتشاف و شناسایی مریخ برای درک بهتر از زمین از منظر مقایسهٔ دو سیاره بسیار مهم است.
این فضاپیما در اصل حامل هفت ابزار علمی، یک کاوشگر-فرودگر کوچک، یک رلهٔ کاوشگر و دوربین دیده‌بانی (مانیتورینگ ویژیوال)، که همه برای کمک به حل رمز و راز و معمای آب از دست رفتهٔ مریخ طراحی و انجام شده‌است. همهٔ ابزارها با اندازه‌گیری سطح، جو و محیط بین سیاره‌ای، از فضاپیمای اصلی در مدار قطبی، که اجازه می‌دهد رفته رفته و به تدریج پوشش کاملی از سیاره به دست دهد.
مجموع بودجهٔ مارس اکسپرس به جز کاوشگر آن در ابتدا ۱۵۰ میلیون یورو (€) بوده‌است.
پیمانکار اصلی برای ساختمان مدارگرد مریخ شرکت فناوری هوافضایی و ماهواره‌ای آستریوم (EADS) بود

## مدارگرد و زیرسامانه‌ها

### ساختار
مدارگرد مارس اکسپرس یک فضاپیمای مکعب شکل با دو بال از پانل‌های خورشیدی که از دو طرف و رو به روی هم گسترده‌اند. جرم راه‌اندازی ۱۱۲۳ کیلوگرم شامل سفینهٔ اصلی با ۱۱۳ کیلوگرم محموله، ۶۰ کیلوگرم کاوشگر، و ۴۵۷ کیلوگرم سوخت بود. اندازهٔ بدنهٔ اصلی ۱٫۵ متر × ۱٫۸ متر × ۱٫۴ متر، با یک ساختار لانه‌زنبوری آلومینیومی تحت پوشش پوست آلومینیومی است. پانل‌های خورشیدی حدود ۱۲ متر نوک به نوک اندازه‌گیری می‌شوند. دو آنتن دوقطبی ۲۰ متری سیمی از دو طرف مقابل هم به صورت عمود بر سطح پانل‌های خورشیدی به عنوان بخشی از صدا-رادار گرافی قرار گرفته‌اند.

### نیروی پرتاب
پرتاب‌گر سایوز/فرگات بیشتر رانش مورد نیاز مارس اکسپرس را برای رسیدن به مریخ ارائه کردند. در مرحلهٔ نهایی همین که کاوشگر با «خیال راحت» در یک مسیر مطمئن به سوی مریخ قرار گرفت فرگات از فضاپیما جدا شد. از آن به بعد فضاپیما از نیروی رانش خود برای کاهش سرعت کاوشگر برای ورود به مدار مریخ و پس از آن برای تصحیح مسیر مداری استفاده کرد.

## سطح‌نشین
کاوشگر بیگل ۲ در تاریخ ۱۹ دسامبر سال ۲۰۰۳ در 8:31 UTC (09:31 CET) با کروز بالستیک به سوی سطح مریخ آزاد شد. در صبح روز ۲۵ دسامبر این کاوشگر به جوّ سیاره رسید . انتظار می‌رفت که فرود در حدود 02:45 UT در ۲۵ دسامبر (21:45 EST دسامبر ۲۴) رخ دهد. با این حال، پس از آن‌که تلاش‌های مکرر برای تماس با کاوشگر با استفاده از قابلیت‌های مارس اکسپرس و توانایی‌های فنی مارس آدیسی ۲۰۰۱ شکست خورد، در تاریخ ۶ فوریه ۲۰۰۴، توسط هیئت مدیرهٔ بیگل ۲ آن سطح‌نشین از دست رفته اعلام شد. پرس و جو و بررسی در این باره برگزار شد و یافته‌های آن بعد در همان سال منتشر شد.

## کشف جریان آب زیر سطح کره مریخ

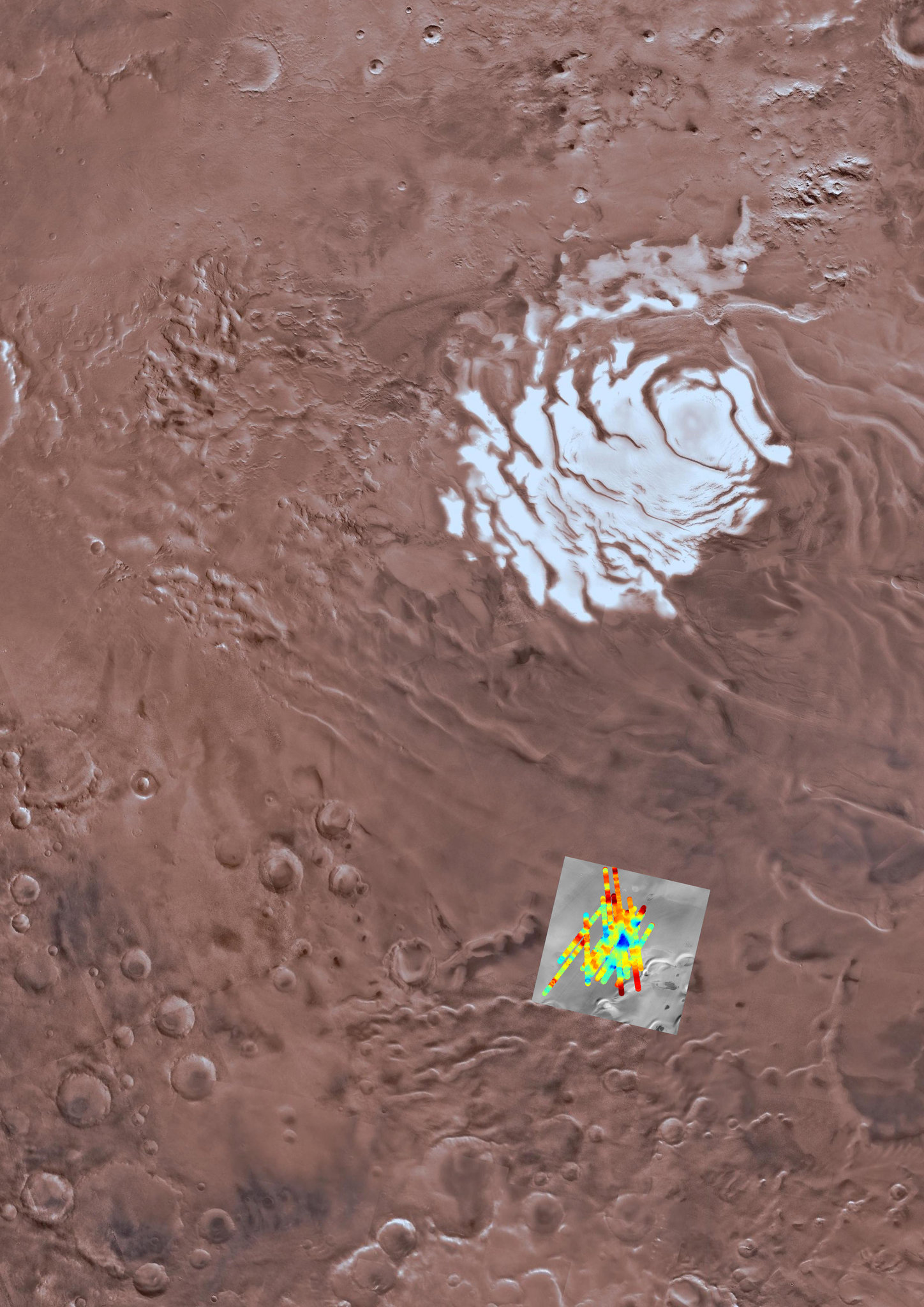
نگارهُ منتشرشده از دریاچه کشف‌شده زیر یخ‌های قطب جنوب مریخ که توسط مدارپیمای مارس اکسپرس ثبت شده‌است.

در ژوئیه ۲۰۱۸ میلادی، دانشمندان ناسا خبر از وجود حجم بزرگی از آب مایع در لایه زیرین یخ‌های قطب جنوب سیارهٔ مریخ دادند. بنابر شواهد راداری، دریاچهٔ کشف‌شده حدود ۲۰ کیلومتر پهنا و حداقل ۱ متر عمق دارد.